# شهسوارلو
شهسوارلو یک منطقهٔ مسکونی در ایران است که در دهستان سنجبد غربی واقع شده‌است. شهسوارلو ۴۷ نفر جمعیت دارد.